# Ваља Валени (Валча)
Ваља Валени (рум. Valea Văleni) насеље је у Румунији у округу Валча у општини Затрени. Oпштина се налази на надморској висини од 238 m.

## Становништво
Према подацима из 2002. године у насељу је живело 145 становника, од којих су сви румунске националности.